# Xung đột vũ trang tại Bắc Ireland
Xung đột vũ trang tại Bắc Ireland (tiếng Ireland: Na Trioblóidí, tiếng Anh: The Troubles, tiếng Anh theo Quốc tế: Northern Ireland conflict) là tên của một cuộc xung đột sắc tộc - dân tộc ở Bắc Ireland trong những năm cuối thế kỷ 20. Nó đôi khi được mô tả như là một cuộc "chiến tranh du kích" hay "chiến tranh cấp độ thấp". Cuộc xung đột bắt đầu vào cuối năm 1960 và thường được coi là kết thúc với vào năm 1998. Mặc dù cuộc xung đột diễn ra chủ yếu tại Bắc Ireland, song bạo lực vẫn lan tràn vào các vùng Cộng hòa Ireland, Vương quốc Anh và châu Âu lục địa.
Cuộc xung đột chủ yếu về mâu thuẫn chính trị và dân tộc, được thúc đẩy bởi các sự kiện lịch sử.

## Lịch sử
Cội nguồn của mối xung đột bắt đầu từ cách đây rất lâu: Năm 1171, khi vua Henry II (lên ngôi 1154-1189) của Anh đem quân đánh chiếm Ireland. Henry II cho rằng ông đã nhận được một sắc lệnh của giáo hoàng Adrian IV cho phép quân Anh được quyền xâm chiếm Ireland với điều kiện Anh phải nộp cho Vatican doanh lợi hằng năm. Tuy nhiên thực tế Giáo hoàng chưa bao giờ cho ra đời một sắc lệnh như thế. Suốt thế kỉ XIII nhiều người Anh đã đến Ireland lập nghiệp. Đến thế kỉ XVI xung đột đã trở nên căng thẳng và quyết liệt. Lúc đó phong trào cải cách lan rộng khắp châu Âu đã chia châu lục này thành những vùng đất đai của 2 phe: Tin Lành và Thiên Chúa giáo. Ireland trở thành nơi của những người Thiên Chúa giáo và Anh là đất của người Tin Lành. Cho rằng Ireland sẽ liên minh với những thế lực Thiên Chúa giáo ở Tây Ban Nha và Pháp (và nếu như thế sẽ là mối đe dọa cho Anh). Nữ hoàng Anh Elizabeth I quyết định gửi nhiều đoàn người Tin Lành ở Anh và ở Scotland đến định cư ở Ulster thuộc địa phận Ireland (hiện nằm trong lãnh thổ CH Ireland)
Năm 1801,Ireland bị sáp nhập vào Đại vương quốc Anh (Anh và Scotland thống nhất vào năm 1707 để trở thành Đại vương quốc Anh; xứ Wales thống nhất với Anh năm 1536) hình thành nên "Đại vương quốc Anh và Bắc Ireland" thường được gọi dưới cái tên "Vương quốc Liên hiệp Anh". Người ta hi vọng sự thống nhất này sẽ giải quyết được "vấn đề Ireland" nhưng trong thực tế đó là "cuộc hôn nhân" không hạnh phúc. Ireland vẫn suy yếu về kinh tế và lệ thuộc rất nhiều vào Vương quốc Liên hiệp Anh. Từ thập niên 1860, nhiều chính khách Ireland đã xuất hiện, vận động cho phong trào quốc luật (home rule) nhằm hạn chế sự lệ thuộc của Ireland vào Vương quốc Liên hiệp Anh nhờ vậy cuối cùng quốc luật được thông qua năm 1912 nhưng chưa được thực thi bởi Chiến tranh Thế giới thứ nhất. Mất kiên nhẫn, một nhóm nhà cách mạng Ireland tổ chức cuộc nổi dậy vào ngày 24/4/1916 mà lịch sử gọi là "Cuộc phản loạn Phục sinh" nổ ra ở Dublin (hiện thuộc cộng hòa Ireland). Cuộc phản loạn đẫm máu kết thúc vào ngày 29/4 với phe nổi dậy đầu hàng vô điều kiện. Cuộc phản loạn phục sinh trở thanh tiền đề cho cuộc chiến giành độc lập của Ireland, nổ ra từ năm 1919-1921. Bắc Ireland - gồm 6 trong số 9 hạt của Ulster với số dân Tin lành lấn áp - vẫn tiếp tục sát cánh với Vương quốc Liên hiệp Anh. Năm 1922, Nam Ireland chủ yếu là dân Thiên Chúa giáo trở thành nước Ireland tự do với thủ đô là Dublin. Sáu hạt ở Bắc Ireland trở thành chính thể riêng biệt của Vương quốc Anh. Nước Ireland tự do (đổi thành EIRE và hiện giờ là Cộng hòa Ireland) không chấp nhận sự chia cắt nhưng Bắc Ireland không đồng ý thống nhất, biên giới được xác định năm 1925. Giữa thập niên 1950, quân đội Cộng hòa Ireland (IRA) bắt đầu chiến dịch khủng bố nhắm vào Bắc Ireland lẫn Anh. Sang thập niên 1960, cộng đồng Thiên Chúa giáo ở Bắc Ireland cũng thực hiện hàng loạt vụ khủng bố, xuất phát từ chính sách phân biệt tôn giáo mà họ bị áp đặt. Cuộc bạo động năm 1968 làm chính phủ Anh điều động quân đội năm 1969 để dẹp loạn và đóng quân ở đó. Năm 1971, Anh tung ra điều luật bắn không cần xét xử, áp dụng cho những kẻ khủng bố. Năm sau, Anh hủy bỏ Quốc hội Bắc Ireland và áp dụng chính sách cai trị trực tiếp.